# 남성의 증명
"남성의 증명"(Identification of a Man)은 한국에서 제작된 윤종빈 감독의 2004년 영화이다. 유태정 등이 주연으로 출연하였고 이준엽 등이 제작에 참여하였다.

## 출연

### 주연
- 유태정
- 백승현

## 기타
- 조명: 조은형
- 조연출: 김우일
- 녹음: 권민욱
- 미술: 고지영